# کلینتسل
کلینتسل (به آلمانی: Kleinzell) یک منطقهٔ مسکونی در اتریش است که در ناحیه لیلینفلد واقع شده‌است. کلینتسل ۸۳۴ نفر جمعیت دارد.